# Andrzej Kurylewicz
Andrzej Roman Kurylewicz (* 24. Oktober 1932 in Lemberg; † 13. April 2007 in Konstancin-Jeziorna) war ein polnischer Jazzmusiker (Piano, Posaune), Bandleader und Komponist. Er gehörte zu den Pionieren des polnischen Jazz.

## Leben und Wirken

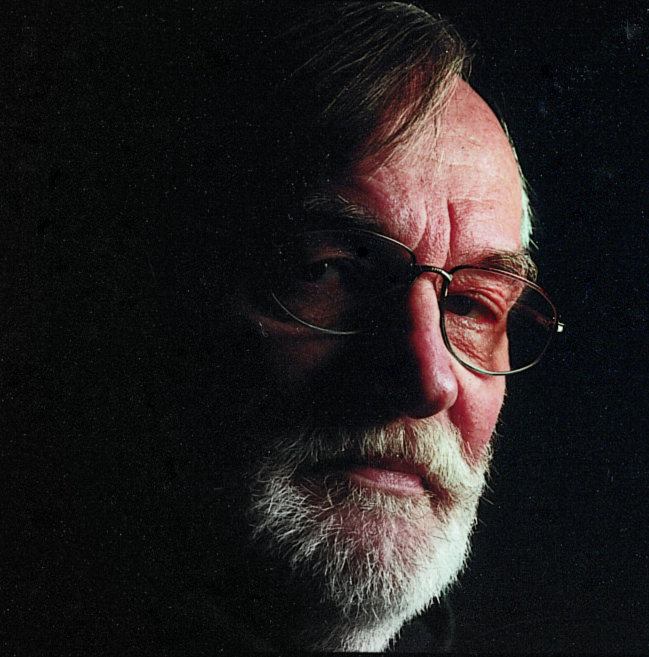
Andrzej Kurylewicz

Kurylewicz erhielt ab dem sechsten Lebensjahr Instrumentalunterricht. In der Folge des Zweiten Weltkrieges wurde er mit seiner Familie nach Gliwice umgesiedelt. 1950 begann er auf der Staatlichen Musikhochschule in Krakau mit dem Studium bei Pianist Henryk Sztompka und Komponist Stanisław Wiechowicz. 1953 gründete er mit Jerzy Borowiec das Ensemble MM 176, zu dem auch Andrzej Trzaskowski und ab 1954 die Sängerin Wanda Warska gehörten. Im selben Jahr wurde Kurylewicz, der auch wie Krzysztof Komeda und Trzaskowski Mitglied der von Jerzy Matuszkiewicz geleiteten Jazzband Melomani war, exmatrikuliert, als im Zuge des Stalinismus kurzzeitig der Jazz in Polen verboten wurde. Er konzentrierte sich zunächst auf das Schreiben von Chansons und arbeitete weiter mit Warska, die später seine Frau wurde. Für Radio Krakau leitete er bis 1962 ein Jazz-Sextett. Zwischen 1964 und 1966 war er Leiter des polnischen Radio- und Fernsehorchesters in Warschau, mit dem er auch auf internationale Konzertreisen ging. 1969 gründete das Avantgarde Ensemble Formacja Muzyki Wspolczesnej, das bis 1978 Third Stream und Neue Musik aufführte. 1972 trat er mit Wanda Warska und Bassist Jacek Bednarek in Westdeutschland auf.
Seit 1958 schrieb er die Musik für Filme und Fernsehproduktionen wie Powrót, Lalka und Polskie drogi, für die er zahlreiche Preise erhielt, etwa 1981 den Prix Italia; ab 1980 schrieb er auch klassische Musik, etwa ein Streichquartett. In seinen letzten Jahren interpretierte er als Pianist auch das Werk von Karol Szymanowski und Fryderyk Chopin.
Im April 2001 wurde er für seine Verdienste am deutsch-polnischen Kulturaustausch mit dem Bundesverdienstkreuz Erster Klasse ausgezeichnet. 2007 wurde er postum mit dem Orden Polonia Restituta geehrt. 
Die Philosophin Gabriela Kurylewicz ist seine Tochter.

## Polskie Drogi
Das bekannteste Werk von Kurylewicz ist seine Titelmelodie zu der Fernsehserie Polskie Drogi (Polnische Wege), die 1976 Premiere hatte. International bekannt wurde sie 2002 durch die CD Upojenie (Rausch) der polnischen Sängerin Anna Maria Jopek, auf der sie von dem US-amerikanischen Jazz-Gitarristen Pat Metheny gespielt wird – als Referenz an seine polnische Kollegin.